# Municipis de Lituània
Lituània és un país del nord d'Europa. És membre de les Nacions Unides, de la Unió Europea, del Consell d'Europa i de la NATO. L'any 2010, tenia una població d'aproximadament 3,3 milions, i una àrea de 65.300 km². En el segle xiv, el Gran Ducat de Lituània era un dels països més grans d'Europa, i incloïa l'actual Lituània, Belarús, gran part d'Ucraïna, i parts d'Estònia, Letònia, Moldàvia, Polònia i Rússia. Com a República Socialista Soviètica de Lituània (des de 1940), Lituània va iniciar la seva desclaració de la independència el 1990, que va obtenir reconeixement internacional l'any següent.
El país té tres nivells de divisions administratives. El primer nivell consisteix en 10 comtats (en lituà, singular – apskritis, plural – apskritys). Aquests estan sub-dividits en 60 districtes municipals o municipis (en lituà: plural – savivaldybės, singular – savivaldybė), que, al seu torn, es torna a sub-dividir en uns 500 grups més petits coneguts com a seniūnija (en lituà: plural – seniūnijos, singular – seniūnija).
Al final del seu mandat com una República Socialista Soviètica, les divisions administratives consistien en 44 regions, 12 ciutats, 80 pobles, 19 assentaments i 426 districtes rurals. La reforma d'aquest sistema era una preocupació immediata per al nou govern. La Constitució de Lituània, ratificada el 1992, delega la facultat d'establir les unitats administratives futures al Parlament lituà (Seimas). En conseqüència, el Seimas va aprovar dues lleis fonamentals: una llei de 1993 sobre la representació del govern i una llei de 1994 que especifica les unitats administratives-territorials i els seus límits. El sistema actual d'un conjunt de municipis de menys de 10 comtats va ser codificat el 1995. Es van fer diversos canvis el 2000, amb el resultant de 60 municipis. Encara s'estan discutint nous canvis, incloent un possible augment en el nombre de municipis. Els regidors municipals són elegits directament cada quatre anys. Llavors els regidors es trien alcalde del municipi.
El següent mapa mostra els comtats, així com els municipis. Set ciutats municipals i tres municipis estan marcats per números.
| 1 – Ciutat municipial de Vílnius 2 – Ciutat municipial de Kaunas 3 – Ciutat municipial de Klaipėda | 4 – Ciutat municipial de Panevėžys 5 – Ciutat municipial de Šiauliai 6 – Ciutat municipial d'Alytus | 7 – Municipi de Birštonas 8 – Ciutat municipial de Palanga 9 – Municipi de Visaginas 10 – Municipi de Neringa |

## Municipis
| Municipi                           | Comtat      | Centre administratiu | Àrea      | Pob. (2010) | Densitat (2010) |
| ---------------------------------- | ----------- | -------------------- | --------- | ----------- | --------------- |
| Districte municipal d'Akmenė       | Šiauliai    | Naujoji Akmenė       | 844 km²   | 26,737      | 31.7            |
| Ciutat municipial d'Alytus         | Alytus      | Alytus               | 60 km²    | 66,841      | 1,671.0         |
| Districte municipal d'Alytus       | Alytus      | Alytus               | 1,404 km² | 30,691      | 21.9            |
| Districte municipal d'Anykščiai    | Utena       | Anykščiai            | 1,765 km² | 31,088      | 17.6            |
| Municipi de Birštonas              | Kaunas      | Birštonas            | 124 km²   | 5,178       | 41.8            |
| Districte municipal de Biržai      | Panevėžys   | Biržai               | 1,476 km² | 32,116      | 21.8            |
| Municipi de Druskininkai           | Alytus      | Druskininkai         | 454 km²   | 24,044      | 53.0            |
| Municipi d'Elektrėnai              | Vílnius     | Elektrėnai           | 509 km²   | 27,622      | 54.3            |
| Districte municipal d'Ignalina     | Utena       | Ignalina             | 1,447 km² | 19,374      | 13.4            |
| Districte municipal de Jonava      | Kaunas      | Jonava               | 944 km²   | 51,401      | 54.5            |
| Districte municipal de Joniškis    | Šiauliai    | Joniškis             | 1,152 km² | 29,310      | 25.4            |
| Districte municipal de Jurbarkas   | Tauragė     | Jurbarkas            | 1,507 km² | 34,213      | 22.7            |
| Districte municipal de Kaišiadorys | Kaunas      | Kaišiadorys          | 1,087 km² | 35,334      | 32.5            |
| Municipi de Kalvarija              | Marijampolė | Kalvarija            | 441 km²   | 13,162      | 29.8            |
| Ciutat municipial de Kaunas        | Kaunas      | Kaunas               | 157 km²   | 348,624     | 2,220.5         |
| Districte municipal de Kaunas      | Kaunas      | Kaunas               | 1,496 km² | 90,196      | 60.3            |
| Municipi de Kazlų Rūda             | Marijampolė | Kazlų Rūda           | 555 km²   | 14,189      | 25.6            |
| Districte municipal de Kėdainiai   | Kaunas      | Kėdainiai            | 1,677 km² | 61,872      | 36.9            |
| Districte municipal de Kelmė       | Šiauliai    | Kelmė                | 1,705 km² | 36,801      | 21.6            |
| Ciutat municipial de Klaipėda      | Klaipėda    | Klaipėda             | 98 km²    | 182,752     | 1,864.8         |
| Districte municipal de Klaipėda    | Klaipėda    | Gargždai             | 1,336 km² | 52,125      | 39.0            |
| Districte municipal de Kretinga    | Klaipėda    | Kretinga             | 989 km²   | 45,103      | 45.6            |
| Districte municipal de Kupiškis    | Panevėžys   | Kupiškis             | 1,080 km² | 22,369      | 20.7            |
| Districte municipal de Lazdijai    | Alytus      | Lazdijai             | 1,309 km² | 24,246      | 18.5            |
| Municipi de Marijampolė            | Marijampolė | Marijampolė          | 755 km²   | 68,303      | 90.5            |
| Districte municipal de Mažeikiai   | Telšiai     | Mažeikiai            | 1,220 km² | 65,430      | 52.8            |
| Districte municipal de Molėtai     | Utena       | Molėtai              | 1,367 km² | 22,475      | 16.4            |
| Municipi de Neringa                | Klaipėda    | Nida                 | 90 km²    | 3,682       | 40.9            |
| Municipi de Pagėgiai               | Tauragė     | Pagėgiai             | 537 km²   | 11,131      | 20.7            |
| Districte municipal de Pakruojis   | Šiauliai    | Pakruojis            | 1,316 km² | 26,561      | 20.2            |
| Ciutat municipial de Palanga       | Klaipėda    | Palanga              | 79 km²    | 17,645      | 223.4           |
| Ciutat municipial de Panevėžys     | Panevėžys   | Panevėžys            | 50 km²    | 111,959     | 2,239.2         |
| Districte municipal de Panevėžys   | Panevėžys   | Panevėžys            | 2,179 km² | 42,449      | 19.5            |
| Districte municipal de Pasvalys    | Panevėžys   | Pasvalys             | 1,289 km² | 31,718      | 24.6            |
| Districte municipal de Plungė      | Telšiai     | Plungė               | 1,105 km² | 43,044      | 39.0            |
| Districte municipal de Prienai     | Kaunas      | Prienai              | 1,031 km² | 33,048      | 32.1            |
| Districte municipal de Radviliškis | Šiauliai    | Radviliškis          | 1,635 km² | 47,626      | 29.1            |
| Districte municipal de Raseiniai   | Kaunas      | Raseiniai            | 1,573 km² | 40,656      | 25.8            |
| Municipi de Rietavas               | Telšiai     | Rietavas             | 586 km²   | 9,837       | 16.8            |
| Districte municipal de Rokiškis    | Panevėžys   | Rokiškis             | 1,807 km² | 37,815      | 20.9            |
| Districte municipal de Skuodas     | Klaipėda    | Skuodas              | 911 km²   | 23,123      | 25.4            |
| Districte municipal de Šakiai      | Marijampolė | Šakiai               | 1,453 km² | 35,507      | 24.4            |
| Districte municipal de Šalčininkai | Vilnius     | Šalčininkai          | 1,491 km² | 36,992      | 24.8            |
| Ciutat municipial de Šiauliai      | Šiauliai    | Šiauliai             | 81 km²    | 125,453     | 1,548.8         |
| Districte municipal de Šiauliai    | Šiauliai    | Šiauliai             | 1,807 km² | 49,199      | 27.2            |
| Districte municipal de Šilalė      | Tauragė     | Šilalė               | 1,188 km² | 29,486      | 24.8            |
| Districte municipal de Šilutė      | Klaipėda    | Šilutė               | 1,706 km² | 52,119      | 30.6            |
| Districte municipal de Širvintos   | Vilnius     | Širvintos            | 906 km²   | 18,629      | 20.6            |
| Districte municipal de Švenčionys  | Vilnius     | Švenčionys           | 1,692 km² | 29,922      | 17.7            |
| Districte municipal de Tauragė     | Tauragė     | Tauragė              | 1,179 km² | 49,925      | 42.3            |
| Districte municipal de Telšiai     | Telšiai     | Telšiai              | 1,439 km² | 53,821      | 37.4            |
| Districte municipal de Trakai      | Vilnius     | Trakai               | 1,208 km² | 35,700      | 29.6            |
| Districte municipal d'Ukmergė      | Vilnius     | Ukmergė              | 1,395 km² | 44,783      | 32.1            |
| Districte municipal d'Utena        | Utena       | Utena                | 1,230 km² | 46,939      | 38.2            |
| Districte municipal de Varėna      | Alytus      | Varėna               | 2,218 km² | 27,604      | 12.4            |
| Districte municipal de Vilkaviškis | Marijampolė | Vilkaviškis          | 1,259 km² | 47,204      | 37.5            |
| Ciutat municipial de Vílnius       | Vilnius     | Vílnius              | 401 km²   | 560,192     | 1,397.0         |
| Districte municipal de Vílnius     | Vilnius     | Vílnius              | 2,129 km² | 96,484      | 45.3            |
| Municipi de Visaginas              | Utena       | Visaginas            | 58 km²    | 28,335      | 488.5           |
| Districte municipal de Zarasai     | Utena       | Zarasai              | 1,334 km² | 19,855      | 14.9            |